# Kevin Feige

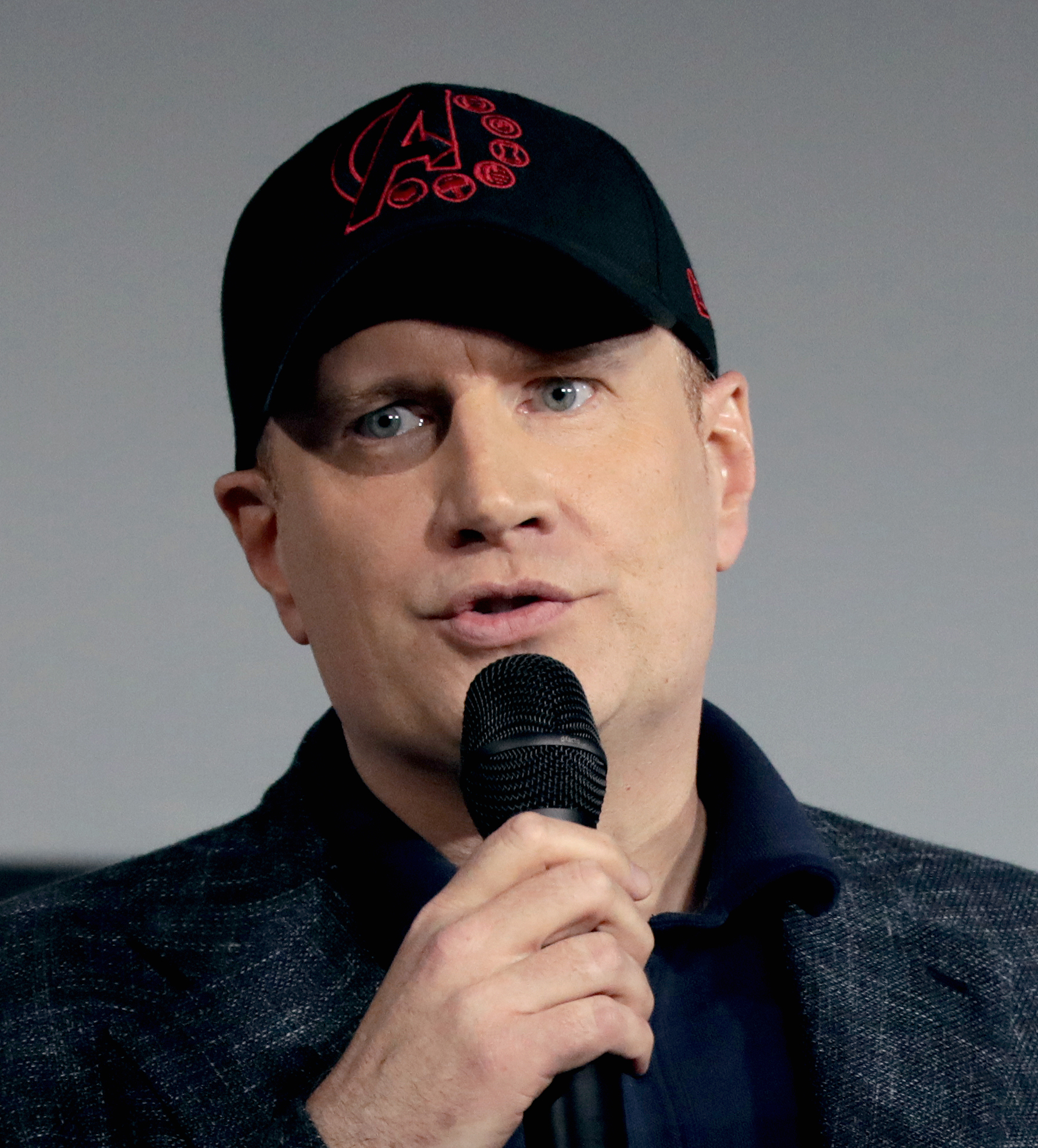
Kevin Feige auf der San Diego Comic-Con im Juli 2019

Kevin Feige [ˈfaɪɡi] (* 2. Juni 1973 in Boston, Massachusetts) ist ein US-amerikanischer Filmproduzent. Er ist Präsident der Marvel Studios und seit dem Jahr 2019 auch CCO von Marvel Entertainment.
Seit dem Jahr 2007 schuf Feige mit zahlreichen Comicverfilmungen das Marvel Cinematic Universe. Gemessen am Einspielergebnis seiner Filme ist er der bis heute erfolgreichste Filmproduzent der Welt.

## Leben
Feige wurde 1973 in Boston geboren und wuchs in Westfield, New Jersey auf.
Während seines Studiums an der University of Southern California absolvierte Feige ein Praktikum bei der Filmproduzentin Lauren Shuler Donner, die ihn nach seinem Abschluss als Assistenten einstellte. Er unterstützte Donner bei Projekten wie Volcano (1997) und E-m@il für Dich (1998).
Ab dem Jahr 2000 wurde er als Produzent bei den Marvel Studios tätig. Als Associate Producer für den Film X-Men übernahm er im gleichen Jahr sein erstes Projekt. Als Executive Producer war er unter anderem an der Entstehung der Comicverfilmungen Hulk (2003), Spider-Man 2 (2004), Fantastic Four (2005) und X-Men: Der letzte Widerstand (2006) beteiligt. Im Jahr 2007 wurde Feige zum President of Production der Marvel Studios befördert.
In den folgenden Jahren etablierte er mit der Produktion von Filmen wie Iron Man, Der unglaubliche Hulk, Iron Man 2, Thor, Captain America: The First Avenger und Marvel’s The Avengers das sogenannte Marvel Cinematic Universe. Dieses umfasst im Frühjahr 2023 mehr als 30 Filme sowie neun Serien und ist mit einem Einspielergebnis von über 29 Milliarden US-Dollar die erfolgreichste Filmreihe der Kinogeschichte.
Marvel’s The Avengers spielte weltweit mehr als 1,5 Mrd. US-Dollar ein. Damit liegt der von Feige produzierte Film auf Platz sechs der finanziell erfolgreichsten Filme. 2018 produzierte er Avengers: Infinity War, der weltweit über 2 Milliarden US-Dollar einnahm und dadurch der finanziell vierterfolgreichste Film ist. 2019 erschien der von ihm produzierte Avengers: Endgame, der den bis dato erfolgreichsten Kinostart in den USA und weltweit hinlegte. Das Einspiel-Ergebnis des vierten Avengers-Films beläuft sich auf über 2,79 Milliarden Dollar (Stand 2021). Insgesamt befinden sich fünf von Feige produzierte Marvel-Filme unter den finanziell erfolgreichsten zehn Filmen.
Im Oktober des Jahres 2019 wurde Feige von der Position des Präsidenten der Marvel Studios zum Chief Creative Officer von Marvel Entertainment befördert. Diese Beförderung überträgt ihm zusätzlich die kreative Leitung von Marvel Comics, Marvel Television und Marvel Animation.
Er ist Mitglied der Producers Guild of America; 2019 wurde er von der Gilde mit dem David O. Selznick Achievement Preis ausgezeichnet.
Feige ist seit dem Jahr 2008 verheiratet und Vater einer Tochter (* 2009) und eines Sohnes (* 2012).

## Filmografie (Auswahl)
| Produzent - 2008: Iron Man - 2008: Der unglaubliche Hulk (The Incredible Hulk) - 2010: Iron Man 2 - 2011: Thor - 2011: Captain America: The First Avenger (Captain America: The First Avenger) - 2012: Marvel’s The Avengers (The Avengers) - 2013: Iron Man 3 - 2013: Thor – The Dark Kingdom (Thor: The Dark World) - 2014: The Return of the First Avenger (Captain America: The Winter Soldier) - 2014: Guardians of the Galaxy - 2015: Avengers: Age of Ultron - 2015: Ant-Man - 2016: The First Avenger: Civil War (Captain America: Civil War) - 2016: Doctor Strange - 2017: Guardians of the Galaxy Vol. 2 - 2017: Spider-Man: Homecoming - 2017: Thor: Tag der Entscheidung (Thor: Ragnarok) - 2018: Black Panther - 2018: Avengers: Infinity War - 2018: Ant-Man and the Wasp - 2019: Captain Marvel - 2019: Avengers: Endgame - 2019: Spider-Man: Far From Home - 2021: Black Widow - 2021: Shang-Chi and the Legend of the Ten Rings - 2021: Eternals - 2021: Spider-Man: No Way Home - 2022: Doctor Strange in the Multiverse of Madness - 2022: Thor: Love and Thunder - 2022: Black Panther: Wakanda Forever - 2023: Ant-Man and the Wasp: Quantumania - 2023: Guardians of the Galaxy Vol. 3 - 2023: The Marvels - 2024: Deadpool & Wolverine - 2025: Captain America: Brave New World - 2025: Thunderbolts* - 2025: The Fantastic Four: First Steps | als Associate oder Executive Producer - 2000: X-Men - 2002: Spider-Man - 2003: Hulk - 2003: Daredevil - 2003: X-Men 2 (X2) - 2004: The Punisher - 2004: Spider-Man 2 - 2004: Blade: Trinity - 2005: Elektra - 2005: Marvel’s Man-Thing (Man-Thing) - 2005: Fantastic Four - 2006: X-Men: Der letzte Widerstand (X-Men: The Last Stand) - 2007: Spider-Man 3 - 2007: Fantastic Four: Rise of the Silver Surfer - 2008: Punisher: War Zone - 2008–2009: Wolverine and the X-Men (Fernsehserie) - 2009–2012: Iron Man – Die Zukunft beginnt (Iron Man: Armored Adventures, Fernsehserie) - 2011: Thor: Tales of Asgard - 2012: The Amazing Spider-Man - 2015–2016: Marvel’s Agent Carter (Fernsehserie) - 2021: WandaVision (Fernsehserie) - 2021: The Falcon and the Winter Soldier (Fernsehserie) - 2021–2023: Loki (Fernsehserie) - 2021–2024: What If…? (Fernsehserie) - 2021: Hawkeye (Fernsehserie) - 2022: Moon Knight (Fernsehserie) - 2022: Ms. Marvel (Fernsehserie) - seit 2022: Ich bin Groot (I Am Groot, Fernsehserie) - 2022: She-Hulk: Die Anwältin (She-Hulk: Attorney at Law, Fernsehserie) - 2022: Werewolf by Night - 2022: The Guardians of the Galaxy Holiday Special - 2023: Secret Invasion (Fernsehserie) |